# Chartreuse de Xanten
 (mars 2025).
La chartreuse Notre-Dame de L'île-de-La-Reine-du-Ciel est un ancien monastère de chartreux, fondé en 1417, près de Wesel, transféré en 1628, à Xanten en Allemagne.

## Histoire
Cette chartreuse est fondée par le duc Adolphe de Clèves en 1417, dans l'île de Grave qui est sa propriété et qui se trouve située entre les villes de Büderich et de Wesel, en face de l'endroit où la Lippe se jette dans le Rhin, sous le titre d’Insula Reginæ Cœli. Après hésitation à cause de la position entre deux forteresses, le chapitre général accepte la fondation en 1420. L’église est consacrée en 1428.  
De 1583 à 1587, pendant la guerre de Quatre-Vingts Ans, le monastère est occupé par les Espagnols et un peu plus tard par les troupes néerlandaises. La communauté se retire à Wesel. 
En 1584, les partisans du prince-électeur et archevêque de Cologne, Gebhard Truchsess de Walburg, devenu protestant, viennent occuper la chartreuse. Vers la fin décembre de la même année, le capitaine Schenk avec quatre mille hommes achève de ruiner le monastère. Après lui, arrivent les Anglais, alliés des protestants. 
En 1587, les Espagnols, ayant à leur tête le duc de Gonzague, s'emparent à leur tour de l'île, mais n'y restent pas longtemps, si bien que les bourgeois protestants de Wesel, n'ayant plus rien à craindre, se mettent à détruire les bâtiments et à maltraiter les religieux.
En 1590, les chartreux s’établissent chez les dominicains de Wesel. 
En 1628, les chartreux quittent Wesel et s'installent à Xanten, à quelques kilomètres, bien que les dirigeants de la ville ne veulent pas créer un autre monastère à Xanten en plus des monastères existants et du chapitre de la cathédrale. La tentative pour empêcher les chartreux de construire le monastère, en interdisant l'achat de terres échoue lorsque les souverains de Brandebourg se prononcent en faveur de l'installation des chartreux. Le 9 décembre de la même année, le domaine Bratenberg, dans le centre-ville, et peu de temps après une maison dans la Rheinstrasse et d'autres propriétés sont acquises. Finalement, un couvent avec 8 cellules est créé à près de 100 mètres de la cathédrale Saint-Victor de Xanten. 
En 1647, les chartreux obtiennent l'autorisation d'utiliser la chapelle Saint-André dans l'abbaye victorienne. En 1749, le monastère acquiert la chapelle Saint André, qu'ils avaient entouré d'un mur, ainsi que deux jardins supplémentaires dans le parc de la ville de Xanten.
En 1802, le monastère est finalement fermé au cours de la sécularisation sous Napoléon Bonaparte, la bibliothèque du monastère est transférée à la bibliothèque de l'abbaye de Xanten et la chapelle Saint-André est démolie. Les chartreux restants retournent sur île de Grave, où Peter Etzweiler, le dernier moine, décède en 1835 dans la Wardtmannshaus. 
La chartreuse Xanten devient possession de la ville de Xanten. Un restaurant est installé dans la partie inférieure de la chartreuse à la fin du XXe siècle. Les étages supérieurs de la chartreuse abritent la bibliothèque de la ville de Xanten.

## Prieurs
- 1420 : Jean Deldon ou Johan van Delden (†1434), profès d'Arnhem, recteur, puis prieur